# Heulandita
Heulandita o grup de l'heulandita és el nom genèric que reben cinc espècies minerals tectosilicats del grup de les zeolites: heulandita-Ba, heulandita-Ca, heulandita-K, heulandita-Na i heulandita-Sr. El terme heulandita va ser instaurat l'any 1822 per Henry James Brooke en honor del col·leccionista i comerciant anglès Johann Heinrich Heuland (1778-1856).

## Característiques
Les cinc espècies són zeolites que cristal·litzen en el sistema monoclínic. Es diferencia de la clinoptilolita en què el seu Índex de Substitució de Tetraèdres (TSi, Tetrahedra Substitution index) es troba dins del rang 0,71 a 0,80, mentre que en la clinoptilolita el rang és 0,80 a 0,84.

## Formació
Es pot trobar en cavitats de roques volcàniques (en basalts) i a vegades en guèisers i filons hidrotermals, associant-se a vegades a l'escolecita, l'estilbita i a altres zeolites. S'hi han trobat bons exemplars als basalts de Berufjörður, prop de Djúpivogur, a Islàndia, a les illes Fèroe i als trapps del Dècan als Ghats Occidentals al sud de l'Índia. Els cristalls d'un color vermell maó són de Campsie Fells, a Stirlingshire (Escòcia) i la vall de Fassa a Trentino.

## Espècies
Heulandita-Ba
L'heulandita-Ba és l'espècie anàloga a les altres que conté bari dominant. La seva duresa és de 3,5 a l'escala de Mohs, i és incolora o de color blanc. La seva fórmula és (Ba,Ca,K,Na,Sr)₅Al9Si27O72·22H₂O. Se n'ha trobat al Canadà, Japó, Noruega i República Txeca.
Heulandita-Ca
L'heulandita-Ca és l'espècie que conté calci dominant, i forma una sèrie de solució sòlida amb la clinoptilolita-Ca. Sol ser de color blanc, incolora o vermellosa. La seva duresa oscil·la entre 3,5 i 4, i la seva fórmula és (Ca,Na)2-3Al3(Al,Si)₂Si13O36·12H₂O. Es tracta d'una espècie força abundant, i acostuma a trobar-se juntament amb datolita, calcita i apofil·lita. La seva localitat tipus es troba a Strathclyde, Escòcia. Una varietat d'aquesta espècie és la beaumontita, una varietat cristal·logràfica que mostra menys cares dels cristalls, fent que s'assembli a un mineral ortoròmbic.
Heulandita-K
L'heulandita-K és l'espècie que conté potassi dominant, i forma una sèrie de solució sòlida amb la clinoptilolita-K. És de color vermell, blanca o incolora, i la seva duresa és de 3 a 3,5 a l'escala de Mohs. La seva fórmula és (K,Na,Ca)2-3Al₃(Al,Si)₂Si13O36·12H₂O. La seva localitat tipus es troba a Albero Bassi, Vicenza, Itàlia.
Heulandita-Na
L'heulandita-Na és l'espècie que conté sodi dominant, i forma una sèrie de solució sòlida amb la clinoptilolita-Na. És de color vermell, tot i que també pot ser blanca o incolora, i la seva duresa és de 3 a 3,5 a l'escala de Mohs. La seva fórmula és (Na,Ca)2-3Al₃(Al,Si)₂Si13O36·12H₂O. La seva localitat tipus es troba a Challis, Idaho, Estats Units.
Heulandita-Sr
L'heulandita-Sr és l'espècie que conté estronci dominant. La seva duresa oscil·la entre 3 i 3,5 a l'escala de Mohs. La seva fórmula és (Sr,Na,Ca)2-3Al₃(Al,Si)₂Si13O36·12H₂O. La seva localitat tipus es troba a Castiglione Chiavarese, Gènova, Itàlia.